# Frédéric Lecanu
Pour les articles homonymes, voir Lecanu.
Frédéric Lecanu, né le 2 avril 1979, à Harfleur en Seine-Maritime (76), est un judoka français, 5e dan, qui évoluait en compétition dans la catégorie des +100 kg. Actuellement conseiller technique sportif à la Fédération française de judo, jujitsu, kendo et disciplines associées, il est aussi animateur, consultant sportif, chroniqueur et conférencier.

## Carrière - Judoka
Frédéric Lecanu commence le judo à l’école où il rencontre son premier professeur Guillaume Selle.
Il est licencié en 1990 au club de Sainte Adresse.
En septembre 1991, il se licencie au Judo Club de Montivilliers, club dans lequel il obtient sa ceinture noire.
En septembre 1998, il rejoint le Judo Club de Maisons Alfort, dans lequel il est encore licencié aujourd’hui.
Frédéric Lecanu intègre le Pôle Espoir de Petit Couronne, en 1994. Il y fait deux saisons puis intègre le pôle France de Rennes en 1996.
Enfin il rentre à l’INSEP en septembre 1997, jusqu’à sa retraite sportive en 2007.
Titulaire aux Championnats du Monde toutes catégories à Osaka (Japon) en 2003, puis remplaçant de Matthieu Bataille pour les Jeux olympiques d'été de 2004 à Athènes, Frédéric Lecanu devient également Champion de France des +100 kg en 2005 et troisième du tournoi de Paris en 2005.
Il bat deux fois Teddy Riner, aux Championnats de France individuels et lors des Championnats de France par équipes (2006).

## Palmarès

### Universiades
- Médaille d'argent en +100 kg à l'Universiade d'été de 2003 à  Daegu
- Médaille d'argent par équipes à l'Universiade d'été de 2007 à Bangkok

### Championnat du monde
- Médaille de bronze en +100 kg au Championnat du Monde Universitaire de 2006 à Suwon
- Médaille de bronze en toutes catégories au Championnat du Monde Universitaire de 2006 à Suwon
- Médaille d'or par équipes au Championnat du Monde Universitaire de 2006 à Suwon
- Médaille de bronze au championnat du monde par équipes de 2002 à Bâle

### Championnat d'Europe
- Médaille d'argent au Championnat d'Europe par équipes de 2006 à Belgrade
- Médaille de bronze par équipes au championnat d'Europe 2002 à Maribor[1],[2]
- 5ème au championnat d'Europe 2002 à Maribor[1],[2]

### Championnat de France
- Médaille de bronze au championnat de France 1ère division 2007 à Dijon
- Médaille de bronze au championnat de France 1ère division 2006 à Amiens
- Médaille d'or au championnat de France 1ère division 2005 à Villebon
- Médaille de bronze au championnat de France 1ère division 2004 à Paris
- Médaille de bronze au championnat de France 1ère division 2003 à Paris
- Médaille d'argent au championnat de France 1ère division 2003 à Paris
- Médaille d'argent au championnat de France 1ère division 2002 à Paris

### Autre
- Médaille de bronze au Tournoi de Paris 2005

## Carrière - Reconversion
Au lendemain de sa carrière sportive, Frédéric Lecanu est nommé Directeur de la salle de fitness du groupe Vit’halles à Meaux en Seine et Marne qu’il dirige de 2007 à 2009.
En 2009, il est nommé Directeur du Forum les Eaux Bernard Hinault à Saint François Longchamp en Savoie.

### France Judo
Il retourne à l’INSEP en 2011 pour suivre la formation de préparation au concours d’entrée au Ministère des Sports. Après l’obtention du Professorat de Sports en 2012, il est rattaché à la Fédération française de judo, jujitsu, kendo et disciplines associées.
En 2013, Frédéric Lecanu devient Conseiller Technique Sportif de la Fédération française de judo, jujitsu, kendo et disciplines associées.
Depuis 2013, il est l'animateur du Paris Judo Grand Slam chaque année à l'Accor Arena.
De 2013 à 2020, il  dirige la tournée promotionnelle des « Mercredi Equipe de France » et participe au suivi suivi socio-professionnel des judokas de Haut Niveau.
En 2020, alors chargé du secteur évènementiel est des animations à la Direction Technique Nationale, il devient le directeur de « L’Itinéraire des champions », qui consiste en une tournée sportive et citoyenne dans laquelle les champions d’hier et d’aujourd’hui se déplacent dans toute la France pour rencontrer les judokas, les scolaires, les personnes en situation de handicap, les résidents d'EHPAD, les enfants malades… 
En 2020, il crée le personnage de KODOMO, un panda roux arrivé du Japon avec l'Equipe de France à la suite des Jeux olympiques d'été de 2020 et qui devient l’emblème des jeunes judokas.

## Consultant TV / Chroniqueur
- Depuis 2011 : Consultant et chroniqueur sur La chaîne L'Équipe
- Depuis 2021 : Consultant sportif sur Eurosport[3]

En 2011, alors que Frédéric Lecanu devient consultant pour L'Équipe lors des championnats du monde de judo qui se déroulent à Bercy, il intègre ensuite La chaîne L'Équipe. Frédéric Lecanu devient chroniqueur pour les Jeux olympiques d'été de 2012 à Londres, aux côtés de Jackson Richardson et Marie-José Pérec.
De 2013 à 2015, Frédéric Lecanu anime la chronique « Lecanu/Bundes » sur L'Équipe du soir d'Olivier Ménard.
Sur La chaîne L'Équipe il commente le judo, mais aussi le sumo, les sports de force, le bucheronnage sportif, les caisses à savon, les Jeux Insolites avec Florian Gazan et Yoann Riou, les Jeux Mondiaux et désormais les Monster Jam.
Frédéric Lecanu devient consultant judo sur Eurosport en 2020, à la suite de l’acquisition des droits de diffusion du circuit de la Fédération internationale de judo par la chaîne. Il commente notamment les Jeux olympiques d'été de 2020 et le titre historique par équipe mixte de la France face au Japon.
Il intervient également ponctuellement, sur le Paris Judo Grand Slam et d'autres compétitions pour la chaîne Sport en France.

## Animateur / Speaker
Il est également sollicité pour animer des évènements sportifs en tant que speaker tels que :
- Fan Zone de l’Euro de football 2016 au Champ de Mars (90 000 personnes).
- Club France des Jeux Olympiques de Rio 2016.
- Golf Ryder Cup 2018.
- Hand Star Game 2018 à l'AccorArena (15 000 spectateurs).
- Fan zone Finale de Coupe du Monde de football au Vélodrôme de St-Quentin-en-Yvelines (7 000 spectateurs).
- 70 ans de Lacoste en 2018 avec N. Djokovic et G. Kuerten sous la Tour Eiffel.
- Animation des loges du PSG football depuis 2016 (Parc des Princes).

## Conférencier
Comprendre les règles du "JE"
Pesé entre 125 kg et 135 kg en compétition, Frédéric Lecanu monte à 160kg après sa carrière.
En 2017, il est victime d'une alerte cardiaque sans gravité lors d'un repas chez des amis. Il entame alors un travail de développement personnel basé sur les principes du sport.
Opéré d’une sleeve en 2019, il réalise une perte de poids spectaculaire et pèse aujourd’hui un poids stabilisé de 110 kg.
Frédéric Lecanu devient conférencier et est notamment intervenu le 23 mars 2023 à Marrakech lors des Elivie Days Post Op' sur le sujet : Obésité : la maladie, le patient et son chirurgien dans tous leurs états ! « Côté patient » : Sportif de haut niveau et opéré.

## Publications
Co-auteur du livre Le judo pour les nuls - First Edition - 2019